# Lac Victoria (Australie)
Pour les articles homonymes, voir Victoria.
Le lac Victoria est situé à l'angle sud-ouest de la Nouvelle-Galles du Sud en Australie sur un des bras du fleuve Murray, le Frenchman qui s'éloigne du cours principal en amont de l'écluse 9 et en aval de sa confluence avec le Darling.
Il alimente le Murray par la rivière Rufus, un bras du fleuve qui rejoint le cours principal en aval de l'écluse 7.
Il fut construit à la fin des années 1920 pour permettre de réguler le débit du fleuve en aval.